# Шепель, Владимир Николаевич
Владимир Николаевич Шепель (11 октября 1947, Хабаровск — 26 марта 2021) — казахстанский государственный и политический деятель, директор Архива президента Республики Казахстан (2004—2014), заслуженный деятель Казахстана (2007).

## Биография
Владимир Николаевич Шепель родился 11 октября 1947 года в Хабаровске в семье военнослужащего.
В 1954 году после демобилизации отца из армии семья переехала на Украину. Владимир Шепель жил и учился до 1965 года в городе Золотоноша Черкасской области. После окончания средней школы он уехал в Алма-Ату (Казахская ССР).
В 1966 году поступил и в 1971 году окончил Казахский государственный университет им. С. М. Кирова по специальности преподаватель истории и обществоведения.
В 1976 году поступил и 1978 году окончил Университет марксизма-ленинизма Алма-Атинского обкома КП Казахстана по специальности политолог.
С 1985 по 1988 год — инспектор отдела организационно-партийной работы аппарата ЦК КП Казахстана;
С 1988 по 1990 год — заместитель заведующего протокольным сектором аппарата ЦК КП Казахстана;
С 1990 по 1991 год — зав. общим отделом ЦК КП Казахстана;
С 1991 по 1995 год — заведующий, зам. заведующего Секретариата Президента РК;
С 1990 по 1995 год — депутат Верховного Совета Казахской ССР XII созыва от Тарановского избирательного округа № 160 Кустанайской области;
С 1995 по 1996 год — зам. руководителя Администрации Президента РК, начальник Канцелярии Президента РК;
С 1996 по 2004 год — заместитель руководителя администрации президента Республики Казахстан;
С 2004 по 2014 год — директор Архива президента Республики Казахстан;
С 2014 по 2015 год — помощник и советник директора Архива президента Республики Казахстан;
С 2016 года — Председатель Общественного совета Архива президента Республики Казахстан;
Скончался 26 марта 2021 года. Похоронен на Центральном кладбище на Рыскулова в Алматы.

## Награды и звания
- 1998 года — Памятная медаль «Астана»;
- 2001 года (10 декабря) — Орден «Курмет»;[4]
- 2007 года (7 декабря) — почётное звание «Заслуженный деятель Казахстана» (каз. Қазақстанның еңбек сіңірген қайраткері);[5]
- 2013 года (7 декабря) — Орден Парасат;[6]
- Медаль «За вклад в обеспечение национальной безопасности»;
- Нагрудный знак «За безупречную службу» (Администрация Президента Казахстана) 2017;
- Благодарственное письмо Первого Президента Республики Казахстан (октябрь 1997 года);
- Благодарственное письмо Первого Президента Республики Казахстан (октябрь 2007 года);
- Личный Золотой знак Президента Республики Казахстан «Алтын барыс» (дважды 1997, 2007);
- Государственные юбилейные медали
- 2001 — Медаль «10 лет независимости Республики Казахстан»
- 2004 — Медаль «50 лет Целине»
- 2005 — Медаль «10 лет Конституции Республики Казахстан»
- 2006 — Медаль «10 лет Парламенту Республики Казахстан»
- 2008 — Медаль «10 лет Астане»
- 2011 — Медаль «20 лет независимости Республики Казахстан»
- 2015 — Медаль «20 лет Конституции Республики Казахстан»
- 2016 — Медаль «25 лет независимости Республики Казахстан»
- 2018 — Медаль «20 лет Астане»